# Kowoj

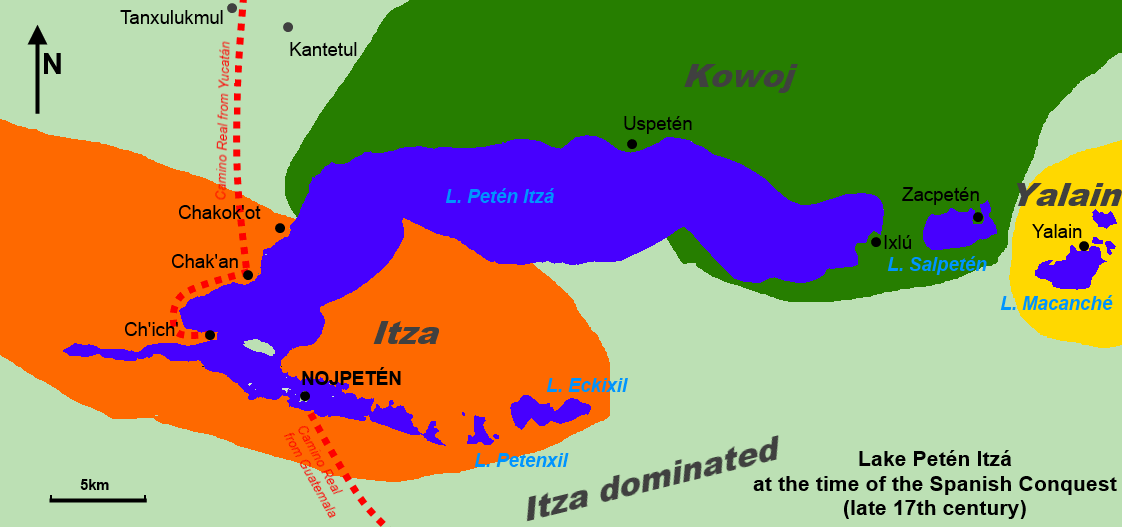
Politische Geographie um den Petén-Itzá-See zum Ausgang des 17. Jahrhunderts

Die Kowoj, auch Ko’woj, Ko’woh, Couoh, Coguo, Cohuo, Kob'ow, Kob’ox oder Kowo, bildeten eine politisch-ethnische Gruppe der Maya, welche in der Postklassik im Zuge der Umbrüche auf Yucatán nach Petén zogen und sich dort bis zum Ende der Konquista zwischen Petén-Itzá-See und Yaxha-See unabhängig entfalteten.

## Geschichte
Die Zentren der Kowoj waren Zacpetén auf dem Salpetén-See, Ixlu zwischen den Petén-Itzá- und Salpetén-Seen sowie Topoxté auf der Yaxha-Lagune. Nebenorte befanden sich auf den Inseln Cantè und Poxte. Im Osten grenzte ihr Territorium an das der Itzá, mit denen sie bis fast zur Unterwerfung 1697 verfeindet waren. Im Südwesten waren die Yalain, Verbündete der Itzá, ihre Nachbarn und im Nordosten lag die cuchcabal Chactemal, die jedoch bereits zum Ausgang des 16. Jahrhunderts unterging. 
Die Kowoj wurden zentral von einem Aj(aw) regiert.
In den 1690er Jahren wurde der militärische Druck der Spanier so groß, dass viele Siedlungsräume und Ortschaften aufgegeben wurden und sich die Bevölkerung nach Tipuj in Belize oder zu den Mopan absetzte. 1695 kam es erneut zum offen Bruch und Krieg mit Tayasal. Dennoch gab es immer wieder Absprachen und Teilbündnisse im Kampf gegen die Spanier. Nach dem Fall von Tayasal am 13. März 1697 wurden der Aj und der Adel der Kowoj von den Spaniern gefangengesetzt. Dennoch leisteten isolierte Gruppen weiterhin Widerstand gegen die Spanier. Die verbliebene Bevölkerung der Kowoj wurde in Kolonialstädte umgesiedelt. Dennoch gelang es dem Adel 1704, einen neuen, gut organisierten Aufstand zu beginnen, während dessen es fast gelang, Tayasal zurückzuerobern, der jedoch letztlich niedergeschlagen wurde. 
Die Kowoj sind sprachlich und ethnisch in den Itzá aufgegangen. Der Familienname Kowoj ist jedoch im Raum San Andrés weiterhin anzutreffen.

## Architektur
Insbesondere in Topoxté und Zacpetén, den beiden aufeinanderfolgenden Residenzstädten der Kowoj, lassen sich architektonische und keramische Besonderheiten feststellen, die deutliche Parallelen mit Ich Paa zeigen. Charakteristisch sind C–förmige Plätze, in bzw. an denen der erhöhte Tempel nicht zentral, sondern westlich im rechten Winkel zur Anlage errichtet wurde. Postklassische Gebäude sind im gesamten Petén nur in Topoxté erhalten.

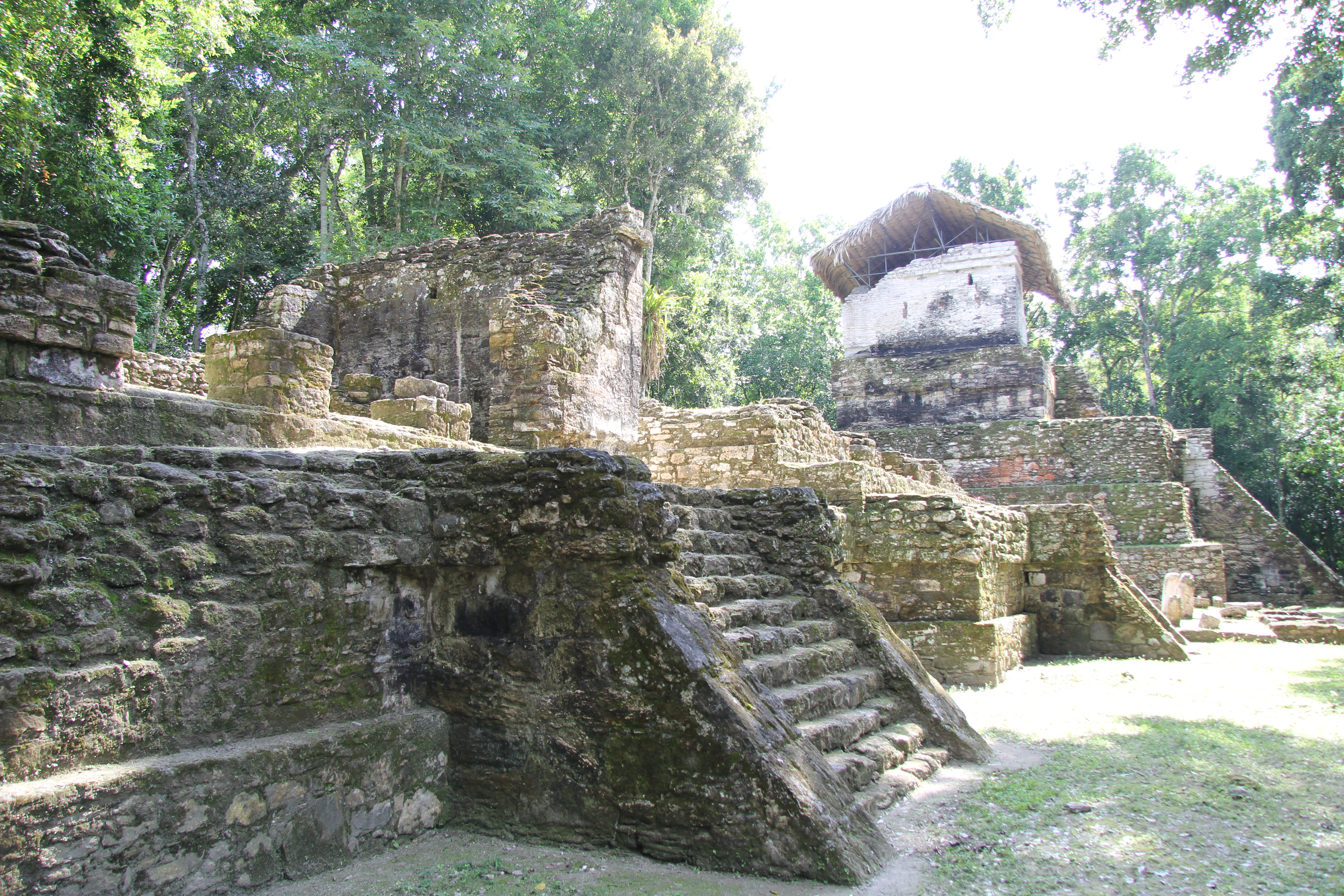
Topoxté
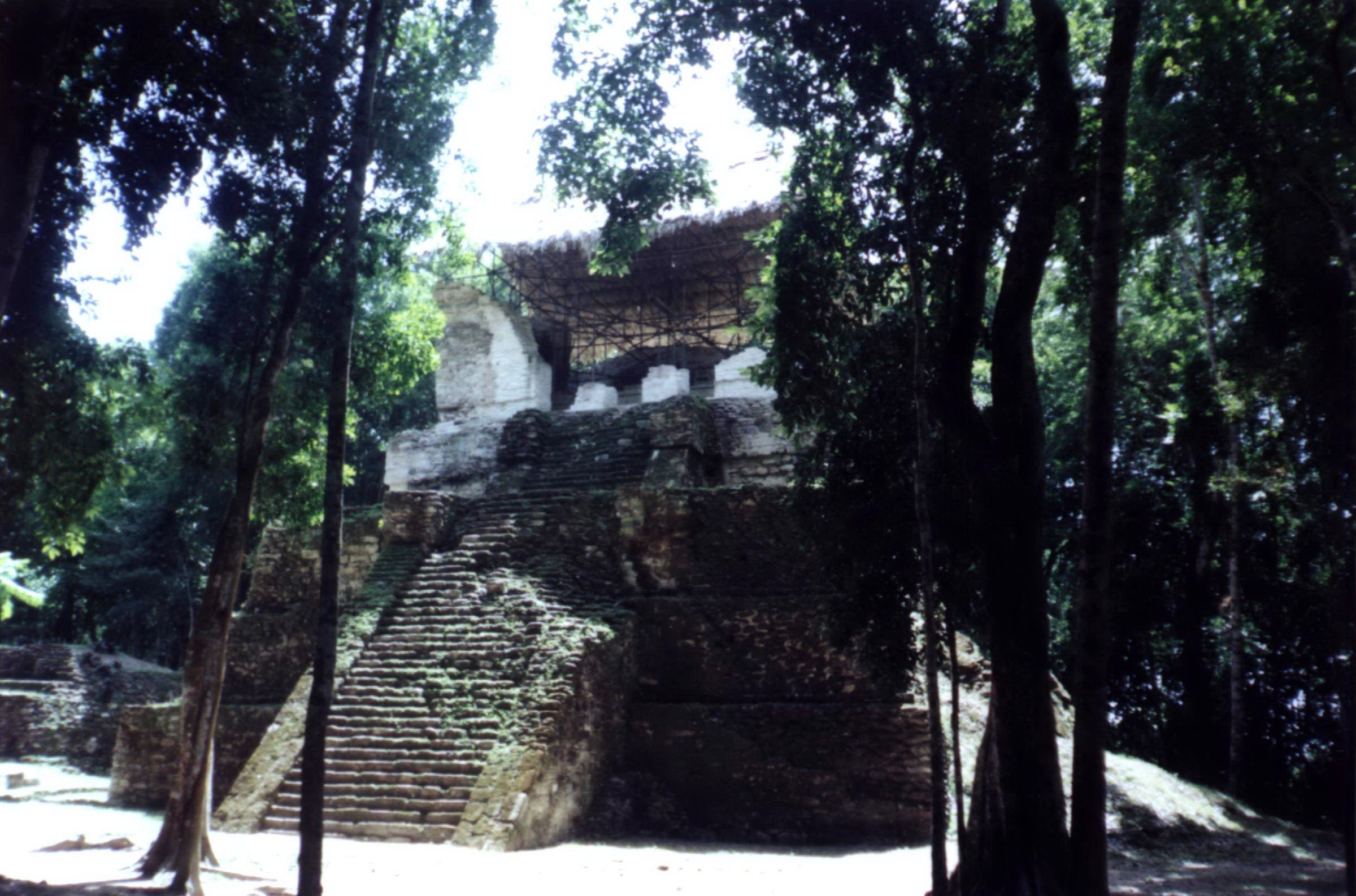
Topoxté (Postklassik)
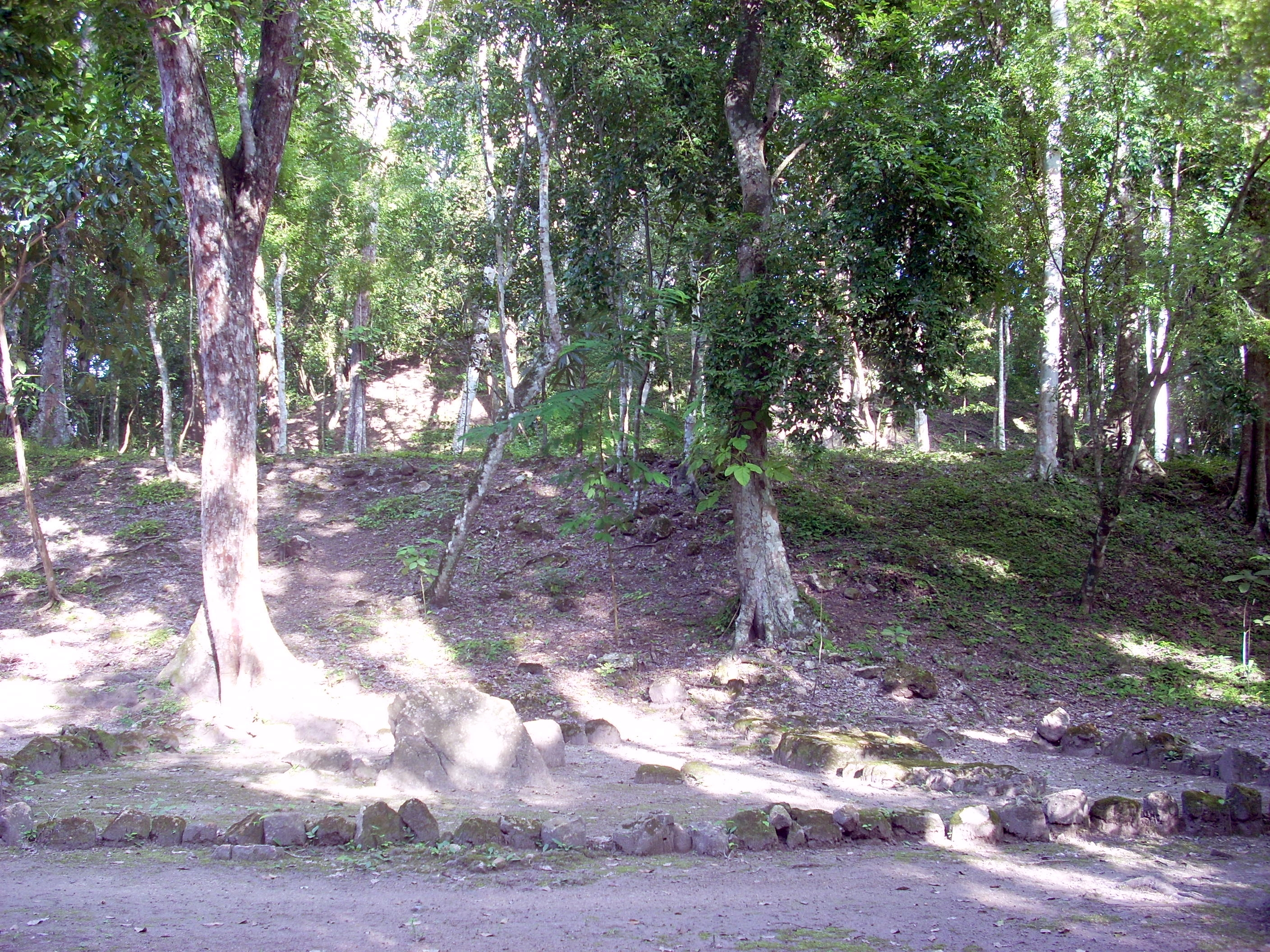
Zentrale Anlage in Ixlu (Klassik)